# Eddy De Leeuw
Eddy De Leeuw, född 16 juni 1956, död 26 november 2015, var en friidrottare från Belgien. Han deltog vid olympiska sommarspelen 1980.